# Che cosa triste è la guerra
Che cosa triste è la guerra è un film del 1914 diretto da Ermete Novelli. Dello stesso anno è anche un film con un titolo molto simile, Che cosa triste la guerra!, diretto da Giovanni Enrico Vidali. 